# Les Granges brûlées
A Les Granges Brûlées (magyarul: égő pajták) Jean-Michel Jarre második, 1973-ban megjelent nagylemeze. A lemez az azonos című film zenéit tartalmazza. Az albumot a Disques Dreyfus 2003-ban CD-n újból kiadta.

## Számlista
1. La Chanson des granges brûlées – 2:40
2. Le Pays de Rose – 2:02
3. L'Hélicoptère – 1:29
4. Une morte dans la neige – 1:40
5. Zig-zag – 2:15
6. Le Juge – 1:20
7. Le Car / Le Chasse-neige – 1:24
8. Thème de l'argent – 1:08
9. Rose – 2:15
10. Hésitation – 1:00
11. La Perquisition et les paysans – 2:35
12. Reconstitution – 0:55
13. Les Granges brûlées – 3:14
14. Descente au village – 0:25
15. La vérité – 0:58
16. Générique – 2:40